# ميدستون
ميدستون هي بلدة في كينت، إنجلترا، وهي بلدة المقاطعة . ميدستون مهمة تاريخيا وتقع على بعد 32 ميلا (51 كم) شرق جنوب شرق لندن. على نهر ميدواي يمر عبر وسط المدينة، وربطه مع روتشستر و مصب نهر التيمز. تاريخيا ، حمل النهر الكثير من تجارة المدينة كمركز لمقاطعة كينت الزراعية، والمعروفة باسم حديقة إنجلترا. هناك أدلة على وجود مستعمرة في المنطقة يعود تاريخها إلى ما قبل العصر الحجري. بلغ عدد سكان البلدة، وهي جزء من حي ميدستون، 113،137 في عام 2011. كان هناك تحول في اقتصاد المدينة منذ الحرب العالمية الثانية بعيداً عن الصناعات الثقيلة نحو الصناعة والخدمات الخفيفة.